# Veronica bellidioides
Veronica con foglie di margherita (nome scientifico Veronica bellidioides L., 1753) è una pianta erbacea perenne appartenente alla famiglia delle Plantaginaceae.

## Etimologia
Il nome generico (Veronica) deriva dal personaggio biblico Santa Veronica, la donna che ha dato a Gesù un panno per asciugare il suo volto mentre è sulla via del Calvario. Alcune macchie e segni sui petali della corolla di questo fiore sembrano assomigliare a quelli del sacro fazzoletto di Veronica. Per questo nome di pianta sono indicate altre etimologie come l'arabo "viru-niku", o altre derivate dal latino come "vera-icona" (immagine vera). L'epiteto specifico (bellidioides) significa "simile alle margherite" (le foglie formano una rosetta basale simile alla specie Bellis perennis).
Il nome scientifico della specie è stato definito da Linneo (1707 – 1778), conosciuto anche come Carl von Linné, biologo e scrittore svedese considerato il padre della moderna classificazione scientifica degli organismi viventi, nella pubblicazione "Species Plantarum - 1: 11" del 1753.

## Descrizione

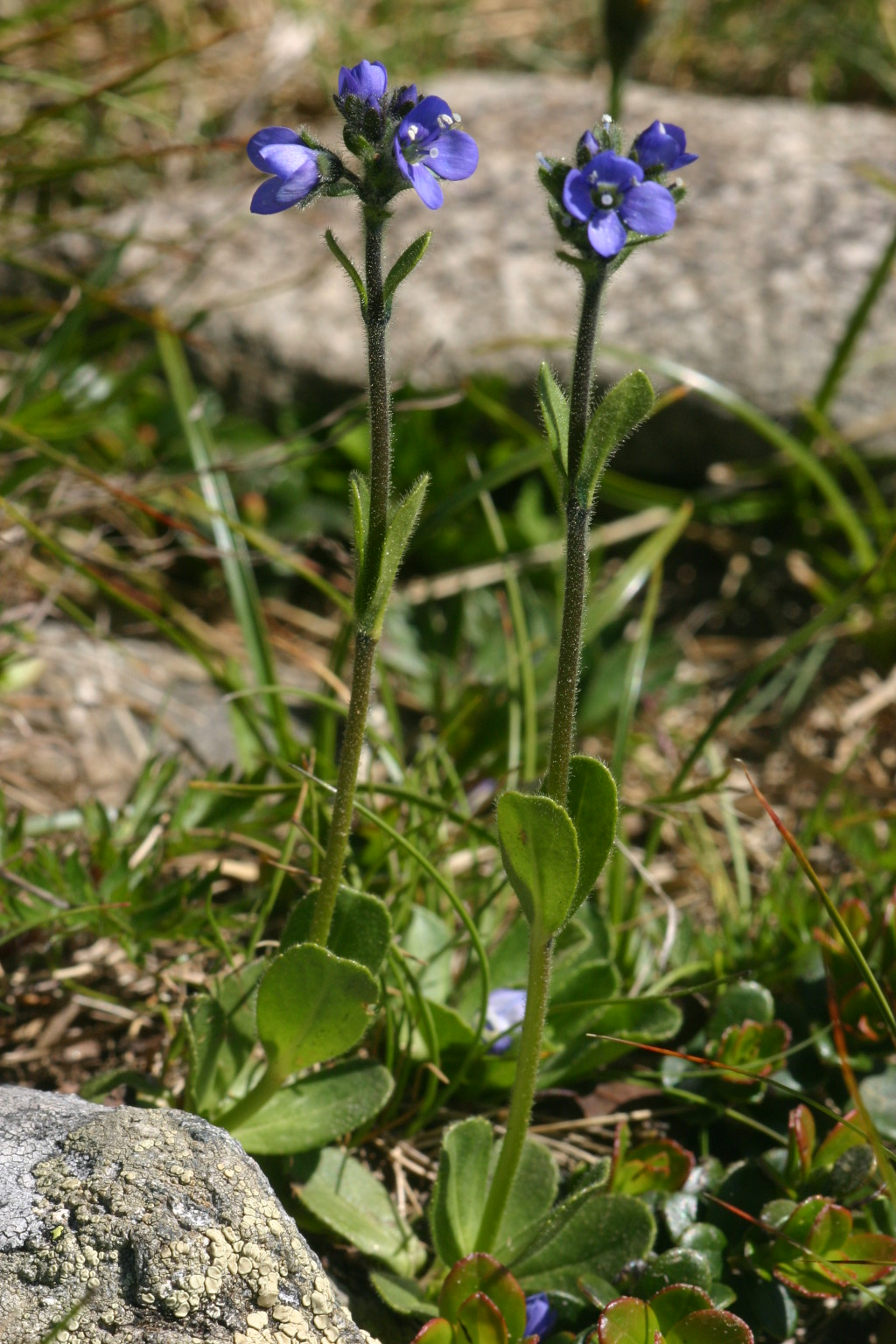
Il portamento

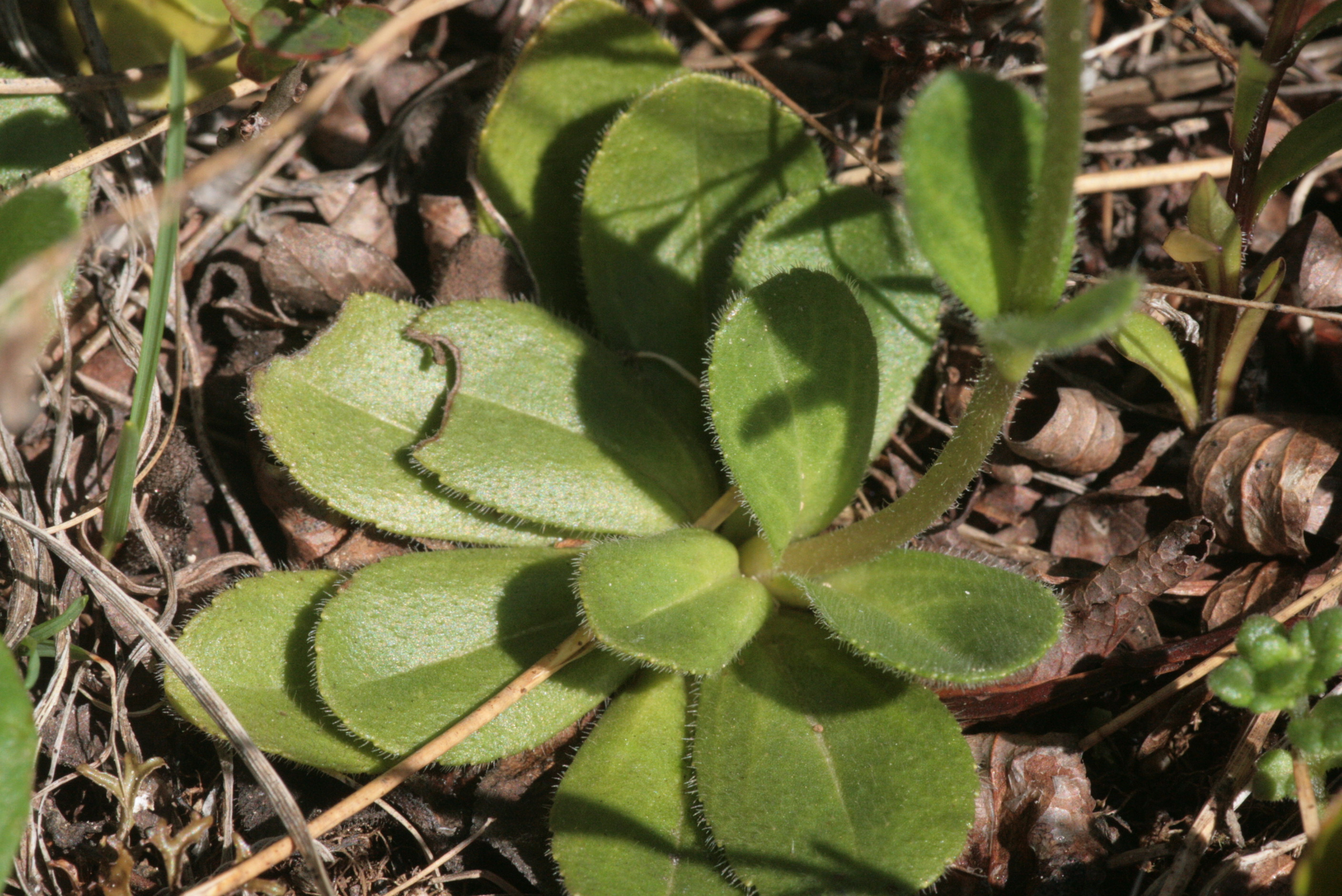
La rosetta basale

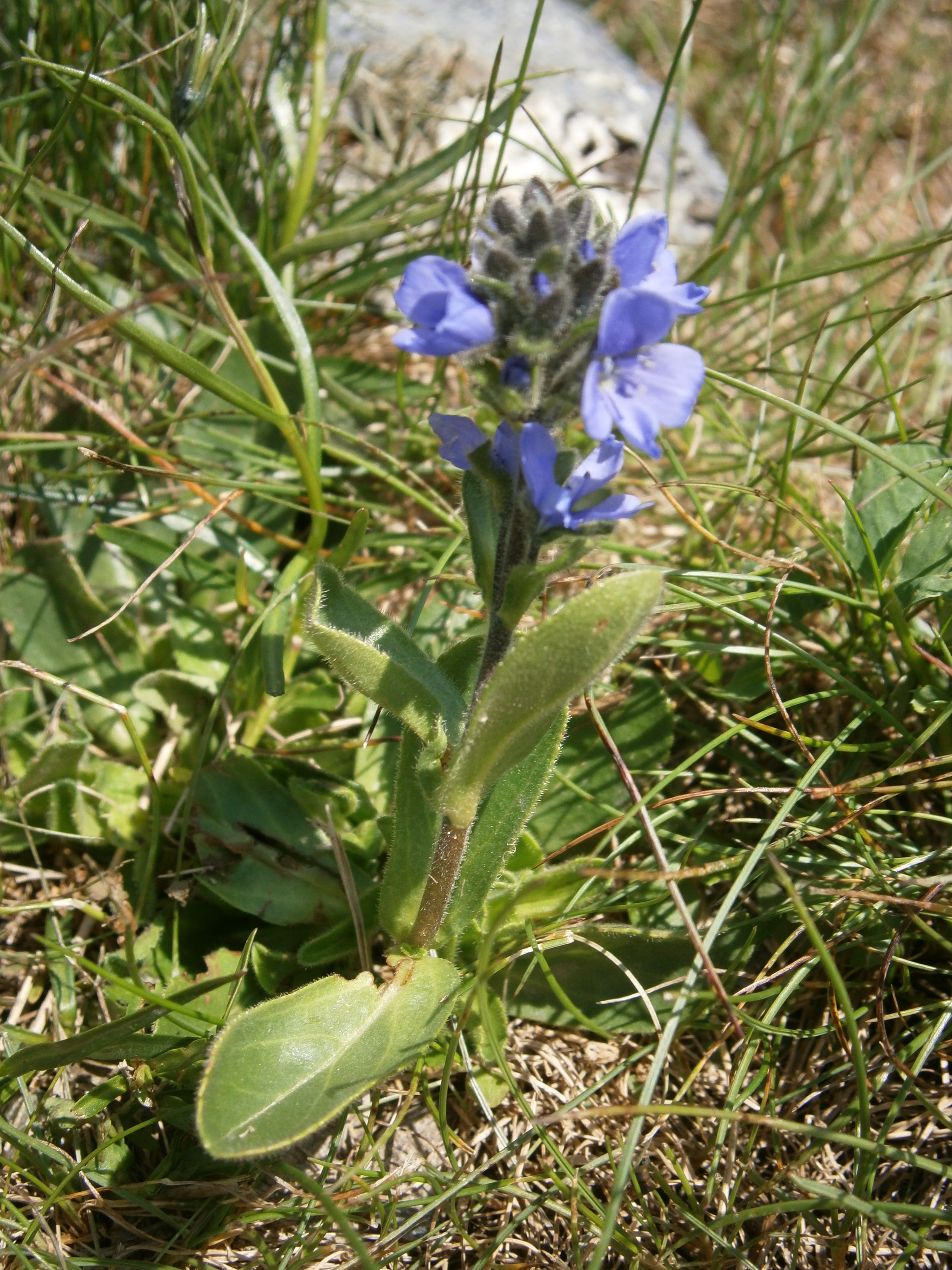
Infiorescenza

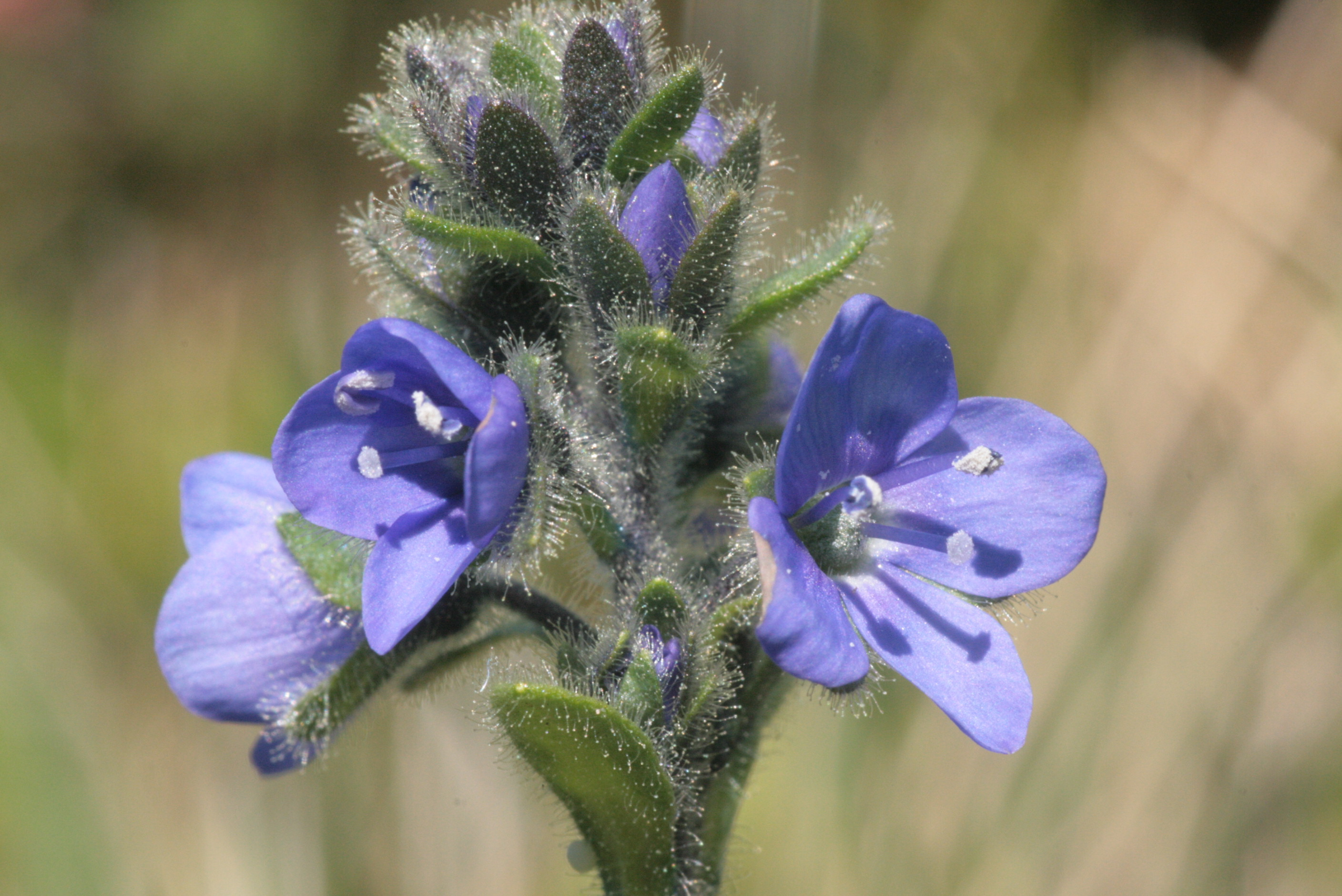
I fiori

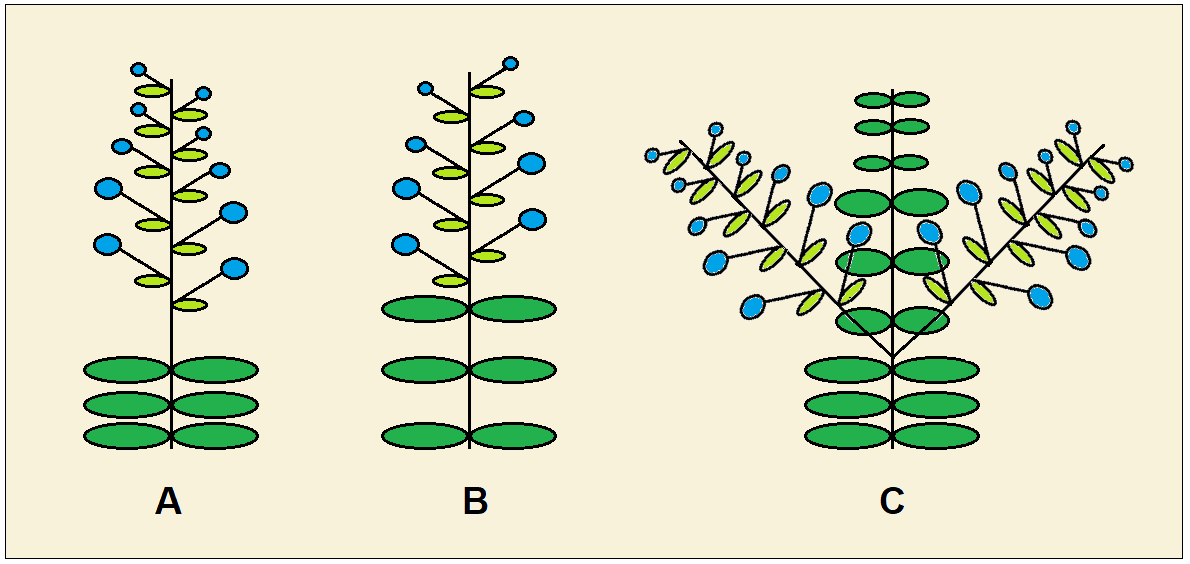
Racemi dell'infiorescenza: A) racemi terminali separati dalle foglie; B) racemi terminali non separati dalle foglie; C) racemi laterali

L'altezza di questa pianta varia tra 5 e 20 cm. La forma biologica è emicriptofita reptante (H rept), ossia in generale sono piante erbacee, a ciclo biologico perenne, con gemme svernanti al livello del suolo e protette dalla lettiera o dalla neve e mostrano un accrescimento aderente al suolo con carattere strisciante.

### Radici
Le radici sono secondarie da rizoma.

### Fusto
La parte aerea del fusto è eretta, indivisa (o raramente ramificata) e leggermente pubescente. La parte basale può essere strisciante.
La parte ipogea è formata da un rizoma strisciante (in parte epigeo) stolonifero.

### Foglie
Le foglie si dividono in basali e cauline.
- Foglie basali: le foglie inferiori formano una rosetta; hanno delle forme obovate con apice ottuso. I margini possono essere crenato-dentati, oppure la lamina è subintera. La superficie può essere pubescente e spesso ghiandolosa. La dimensione delle foglie inferiori è maggiore di quella delle foglie cauline.
- Foglie cauline: sono in numero di 2 - 3 paia spaziate con forme simili a quelle inferiori ma più piccole.

### Infiorescenza
Le infiorescenze sono dei racemi pauciflori con 5 - 10 fiori (quelli inferiori hanno una disposizione opposta). Nell'infiorescenza sono presenti dei fitti peli ghiandolari e allungati. I racemi sono separati dalla parte fogliare (tipo A - vedi figura). I fiori sono posizionati all'ascella di una brattea di tipo fogliaceo. Le brattee sono disposte in modo alterno. I peduncoli dei fiori sono più brevi delle brattee.

### Fiore
I fiori sono ermafroditi e tetraciclici (composti da 4 verticilli: calice – corolla – androceo – gineceo), pentameri (calice e corolla divisi in cinque parti). Larghezza della corolla: 6 – 10 mm.
- Formula fiorale:

X o * K (4-5), [C (4) o (2+3), A 2+2 o 2], G (2), capsula.
- Calice: il calice campanulato, gamosepalo e più o meno attinomorfo, è diviso in 4 profonde lacinie oblunghe (il sepalo posteriore - il quinto - è mancante), con apice acuto. Dimensione del calice: 4 – 5 mm.
- Corolla: la corolla è gamopetala e debolmente zigomorfa con forme tubolari (il tubo è corto) e terminante in quattro larghi lobi con forme da orbicolari a oblunghe (il lobo superiore è leggermente più grande - due lobi fusi insieme, quello inferiore è più stretto); i lobi sono disposti in modo patente. La corolla è resupinata; i lobi sono appena embricati. Il colore della corolla è blu-scuro o violaceo.
- Androceo: gli stami sono due lunghi (gli altri tre sono abortiti) e sono più corti del tubo corollino. I filamenti sono adnati alla corolla. Le antere hanno due teche più o meno separate, uguali con forme arrotondate.
- Gineceo: il gineceo è bicarpellare (sincarpico - formato dall'unione di due carpelli connati). L'ovario (biloculare) è supero con forme ovoidi e compresso lateralmente. Gli ovuli per loculo sono da numerosi a pochi (1 - 2 per loculo), hanno un solo tegumento e sono tenuinucellati (con la nocella, stadio primordiale dell'ovulo, ridotta a poche cellule).[11] Lo stilo filiforme con stigma capitato e ottuso è lungo come l'insenatura della corolla. Il disco nettarifero è presente nella parte inferiore della corolla (sotto l'ovario). Lunghezza dello stilo: 2 – 5 mm.
- Fioritura: da giugno a luglio (agosto).

### Frutti
Il frutto è del tipo a capsula divisa fino a metà in due lobi. I bordi sono debolmente smarginati e la superficie è pelosa per peli ghiandolari. La forma è da ellittica a ovale; la capsula in genere è più lunga del calice (oltre i doppio); il colore inizialmente è verdastro. La deiscenza è loculicida. I semi, di colore giallastro, sono numerosi con forme appiattite. Dimensione della capsula: 3 - 5 x 5 – 8 mm.

## Riproduzione
- Impollinazione: l'impollinazione avviene tramite insetti (impollinazione entomogama).
- Riproduzione: la fecondazione avviene fondamentalmente tramite l'impollinazione dei fiori (vedi sopra).
- Dispersione: i semi cadendo a terra (dopo essere stati trasportati per alcuni metri dal vento – disseminazione anemocora) sono successivamente dispersi soprattutto da insetti tipo formiche (disseminazione mirmecoria).

## Distribuzione e habitat

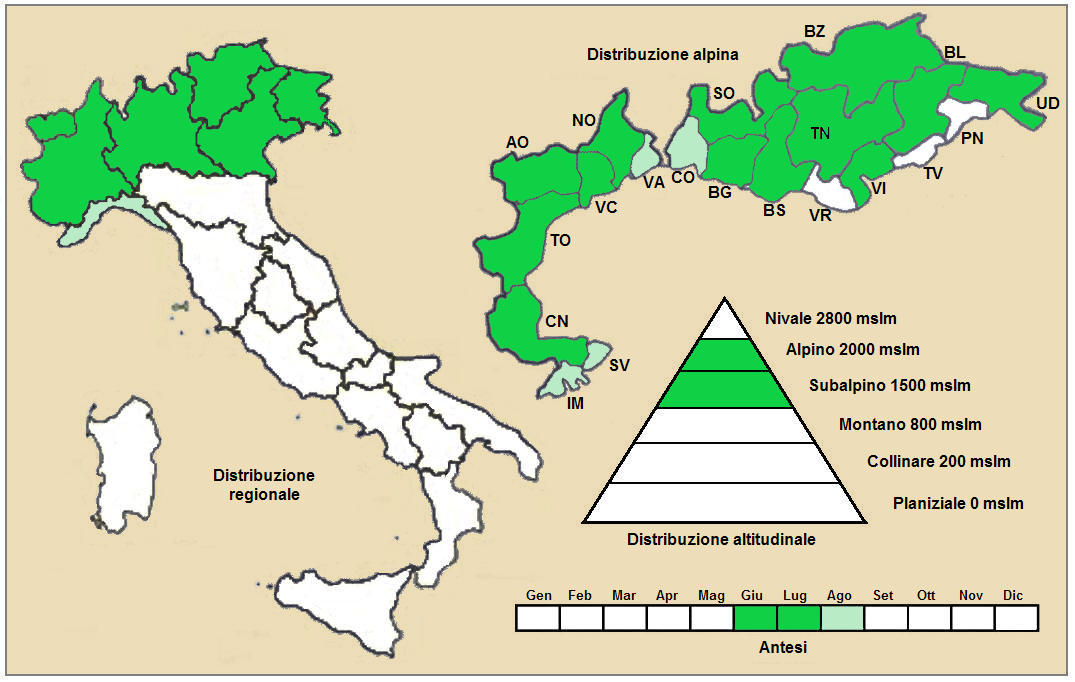
Distribuzione della pianta
(Distribuzione regionale – Distribuzione alpina)

- Geoelemento: il tipo corologico (area di origine) è Orofita - Centro e Sud Europeo.
- Distribuzione: in Italia è una specie comune e si trova solamente al Nord (a quote alpine). Fuori dall'Italia, sempre nelle Alpi, questa specie si trova in tutti i dipartimenti alpini. Sugli altri rilievi europei collegati alle Alpi si trova nei Pirenei, Monti Balcani e Carpazi.[13] Nel resto dell'Europa questa specie si trova dalla Spagna all'Ucraina e Grecia (rimanendo escluse le isole Britanniche, la Scandinavia e la Russia).[14]
- Habitat: l'habitat tipico per questa pianta sono le praterie rase subalpine, i pascoli alpini su terreno acido e i popolamenti a lavanda. Il substrato preferito è siliceo con pH acido, bassi valori nutrizionali del terreno che deve essere secco.[13]
- Distribuzione altitudinale: sui rilievi queste piante si possono trovare fino da 1.600 a 2.700 m s.l.m.; frequentano quindi i seguenti piani vegetazionali: subalpino e alpino).

### Fitosociologia

#### Areale alpino
Dal punto di vista fitosociologico alpino Veronica bellidioides appartiene alla seguente comunità vegetale:
- Formazione: delle comunità delle praterie rase dei piani subalpino e alpino con dominanza di emicriptofite

- Classe: Juncetea trifidi

- Ordine: Caricetalia curvulae

#### Areale italiano
Per l'areale completo italiano Veronica bellidioides appartiene alla seguente comunità vegetale:
- Macrotipologia:  vegetazione sopraforestale criofila e dei suoli crioturbati

- Classe: Caricetea curvulae Rivas-Martínez, Diaz, Ferná ndez- González, Izco, Loidi, Lousa & Penas, 2002

- Ordine: Caricetalia curvulae Br.-Bl. in Br.-Bl. & Jenny, 1926

- Alleanza: Caricion curvulae Br.-Bl. in Br.-Bl. & Jenny, 1926

Descrizione: l'alleanza Caricion curvulae è relativa alle praterie acidofile con esposizioni meridionali e con significativa presenza di detriti distribuite dalle Alpi e Appennino settentrionale sino ai Carpazi. Queste comunità non evolvono a causa delle restrittive condizioni climatiche che si presentano sulle creste delle alte montagne al di sopra del limite della vegetazione arborea. Il livello di conservazione di queste comunità è complessivamente buono visti i particolari ambienti in cui si sviluppano, difficilmente colonizzabili da altre formazioni.
Specie presenti nell'associazione:  Carex curvula, Juncus trifidus, Oreochloa disticha, Hieracium alpinum, Hieracium glanduliferum, Festuca halleri, Festuca robustifolia, Leontodon helveticus, Primula daonensis, Primula hirsuta, Saponaria pumila, Loiseleuria procumbens, Trifolium alpinum, Carex brunnescens, Festuca pseudodura, Festuca ovina, Minuartia recurva, Oreochloa disticha, Pedicularis kerneri, Phyteuma globulariifolium, Senecio incanus.

## Tassonomia
La famiglia di appartenenza (Plantaginaceae) è relativamente numerosa con un centinaio di generi. La classificazione tassonomica di questa specie è in via di definizione in quanto fino a poco tempo fa il suo genere apparteneva alla famiglia delle Scrophulariaceae (secondo la classificazione ormai classica di Cronquist), mentre ora con i nuovi sistemi di classificazione filogenetica (classificazione APG) è stata assegnata alla famiglia delle Plantaginaceae; anche i livelli superiori sono cambiati (vedi il box tassonomico iniziale). Questa pianta appartiene alla sottotribù Veroniciinae (tribù Veroniceae e sottofamiglia Digitalidoideae). Il genere Veronica è molto numeroso con oltre 250 specie a distribuzione cosmopolita.

### Filogenesi
La specie V. bellidioides appartiene alla sezione Veronicastrum Koch caratterizzata da piante perenni con racemi terminali. Ricerche più recenti hanno posizionato la specie di questa voce nel sottogenere Veronica.
La specie Veronica bellidioides fa parte di un "complesso" di otto taxa posizionate tutte nell'emisfero settentrionale con la seguente distribuzione:
- Veronica alpina L.: Europa, Siberia e Groenlandia.
- Veronica bellidioides L.: Alpi e Pirenei.
- Veronica cusickii A. Gray: America settentrionale occidentale.
- Veronica copelandii Eastw.: Costa occidentale dell'America settentrionale.
- Veronica wormskjoldii Roem. & Schult.: America settentrionale orientale.
- Veronica alpina var. nutans (Bong.) B. Boivin: America settentrionale occidentale.
- Veronica stelleri Pall. ex Link: Giappone e Aleutine
- Veronica nipponica Makino: Giappone

All'interno di questo complesso di specie in Europa esistono due coppie di specie con aree di distribuzione sovrapposte: la specie di questa voce e Veronica alpina. Differiscono principalmente nella più ampia distribuzione della seconda e un livello di diploidia superiore e un'abitudine calcifuga della prima. In particolare mentre la V. alpina  è favorita da temperature più fredde che le ha consentito di espandere l'area di distribuzione durante i periodi glaciali, V. bellidioides beneficia di climi meno freddi e quindi potrebbe essere stata limitata a popolazioni sempre più piccole durante le fasi fredde del Pleistocene.
Il numero cromosomico di V. bellidioides è: 2n = 36.

### Sottospecie
Per questa specie è riconosciuta la seguente sottospecie:
- Veronica bellidioides subsp. lilacina (F. Towns.) Nyman, 1890

- Distribuzione: Europa occidentale mediterranea e Romania.
- Descrizione: il calice si presenta con 4 - 7 lacinie irregolari; il colore della corolla è liliacino.
- Note: probabilmente si tratta di una ecovariante, quindi priva di significato tassonomico, che inoltre non si distingue per un diverso numero cromosomico.

## Altre notizie
La veronica falsa margherita in altre lingue è chiamata nei seguenti modi:
- (DE)  Maßlieb-Ehrenpreis, Rosetten-Ehrenpreis
- (FR)  Véronique fausse pàquerette